# ポルシェ・914

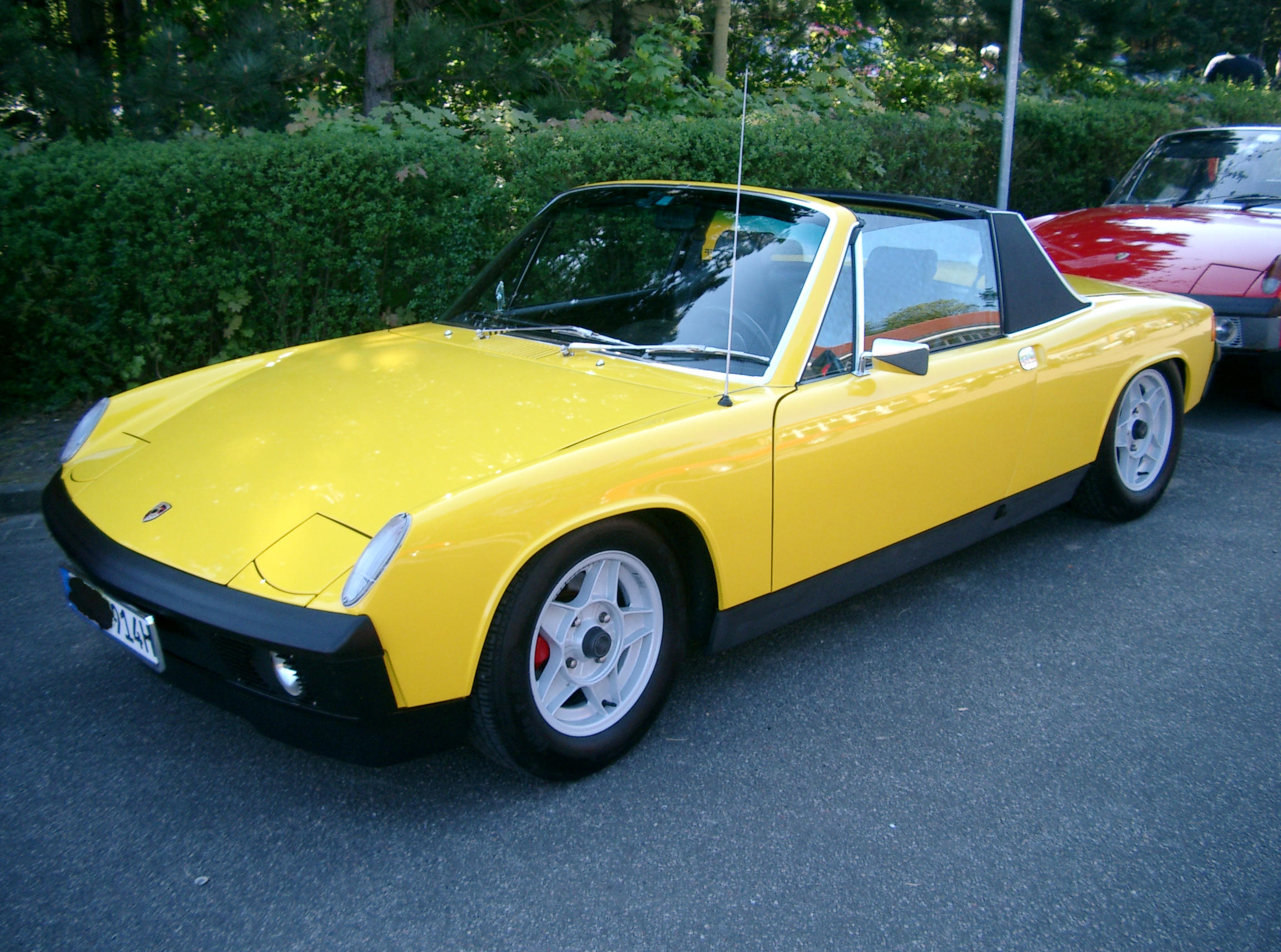
914（フロント）

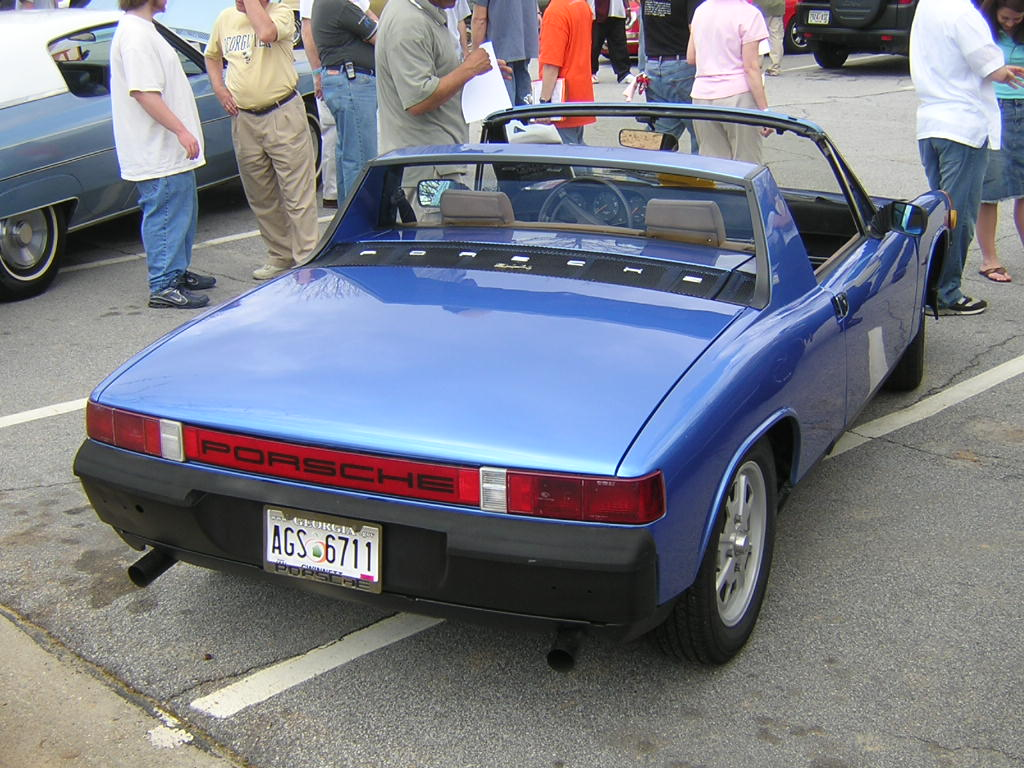
914（リア）

ポルシェ・914（Porsche 914 ）は、かつてポルシェとフォルクスワーゲンが共同で製造・販売していたスポーツカーである。ワーゲン・ポルシェというニックネームをもつ。

## 歴史
1967年フランクフルトショーで発表され、1969年から生産、1970年から販売された914は、フォルクスワーゲンの既存のパーツを流用することによりコストダウンを図り、ユーザーの間口を広げたエントリーモデル的性格を持つ。高価な911に手が出なかった若者への訴求力は強く、ポルシェという文化を植えつけるにはもってこいであった。
当時のフォルクスワーゲンは、タイプ1（ビートル）とそのコンポーネントを流用した派生車種の製造、販売を中心に行っており、頭打ちになったビートルの業績に頭を抱えていたところに舞い込んだプロジェクトだった。フォルクスワーゲンにとっては「ポルシェ」というブランドによる販売力と、スペシャリティクーペでありながら実態としてビートルと構造的な差異がほとんどないフォルクスワーゲン・カルマンギアの後継としての役割を十二分に果たしてくれる存在に捉えられたため、ポルシェに対して協力の受け入れを打診した。
ボディの生産はポルシェが、エンジン供給をフォルクスワーゲンが主に担当した。914は既存のパーツをできるだけ流用することを留意したモデルではあったが、そのレイアウトにかける意気込みはポルシェをポルシェたらしめる由縁で、走行性能に関する部分に関して出来合いの惣菜をそのまま皿に盛るような真似は極力避けられていた。
エンジンは全て空冷式水平対向エンジンである。エンジンとトランスミッションを911と前後逆にしたミッドシップレイアウトとし、質量を前後方向の中央に寄せて運動性能の向上を図っている。
サスペンションはフロントが911からストラット式を、リアは実用車であるタイプ4用のトレーリングアーム式をそれぞれ流用した。それまでトーションバースプリングしか採用していなかったポルシェ量産車として初のコイルスプリングをリアに採用するなど、既存品の流用とはいえ選定にはこだわっている。
1970年に16,231台、1971年に21,440台、1972年に27,660台と、911とは桁違いの多数が製造、販売され、1976年により高価で高性能なフロントエンジン車の924に移行するかたちで生産を終了した。その後長らくポルシェにおけるミッドシップモデルの系譜は途絶えていたが、生産終了から20年後の1996年にボクスターが誕生している。

## バリエーション
当初、フォルクスワーゲン・タイプ4の水平対向4気筒1,679cc 80馬力エンジンを搭載した914、ポルシェ911Tの水平対向6気筒1,991cc 110馬力エンジンを搭載した914/6が併売された。1972年、914/6から切り替える形で、フォルクスワーゲン・タイプ4の1,800ccエンジンを1,971ccにボアアップし搭載した914 2.0が登場し、日本では1973年から販売された。
914Sは914 2.0の前後にスタビライザーを装着しアルミホイールを標準装備したもの。1973年、フォルクスワーゲン・タイプ4のエンジンが変更されたことに伴い、914のエンジンが1,800ccとなったが、これは日本では販売されなかった。1974年、914 2.0の外装色のみ変更した914SLが20台限定で販売された。1975年から前後のバンパーがラバーコートされた。
この他、911Sの2,341cc 190馬力エンジン、または911RSの2,687cc 210馬力エンジンを搭載した916が11台存在する。また、3,000cc 300馬力の8気筒エンジンを搭載した914-8が2台のみ作成され、うち1台がフェリー・ポルシェの60歳の誕生日プレゼントとして贈呈された。

### 社外デザインスタディ
『スタイル・オート』の編集長マリオ・ディナリッチが「ポルシェ914は、メカニズムも性能も申し分ないスポーツカーだが、ただひとつ問題にするべきはスタイリングだ。これはなんら人の心を打つところがない」と断言し、この意見に賛同したフリーのデザイナーが次々とモーターショーに自作を発表した。
- ジャック・クーパーによるミュレーヌ - 1970年のモンディアル・ド・ロトモビルに出品された。2か月半で製作されたという[3]。
- アルブレヒト・フォン・ゲルツによる914/6 - 1970年のトリノ・オートショーに出品された。ノーズを低くし、屋根は車両後端までほぼ水平に伸びている。特徴的なのは後ろの窓で、ウイングの役目をするよう運転席から遠隔操作し角度を変更できる。
- ジョルジェット・ジウジアーロによるタピロ（Tapiro ） - 1970年のトリノ・オートショーに出品され、大きな話題となった。極めてモダンな楔形のボディーとなり、ルーフは中央縦に細い棒状に残るだけとなり、そこに取り付けられたちょうつがいでガルウイングドアを開閉する。ミッドシップされたエンジンカバーもガラスがはまっており同様にガルウイングドアで開閉する。
- ピエトロ・フルアによるイスパーノ・アレマン - 1971年のサロン・アンテルナショナル・ド・ロトに出品された。

## モータースポーツ

### ラリーへの参戦
1969年、1970年とラリー・モンテカルロにおいてのビョルン・ワルデガルド、ヴィック・エルフォードらによる911での成果により、1971年。ポルシェワークスはレース活動に集中するためPR戦略として914/6を投入し、苦戦を強いられた後、再び911を送り込んだ。その後劣勢となるとワークス活動をセミワークスチームであるアルメラス・チームへ引き渡し奮闘した。